# FC Tskhinvali
Le Football Club Tskhinvali (en géorgien : საფეხბურთო კლუბი ცხინვალი), plus couramment abrégé en FC Tskhinvali, est un club géorgien de football fondé en 1936 et basé dans la ville de Gori.

## Histoire
- 1936 : fondation du club sous le nom de FC Spartak Tskhinvali
- 2005 : première participation au championnat de Géorgie de 1re division (saison 2005-2006)
- janvier 2015 : le club est renommé FC Tskhinvali
- juillet 2015 : première participation à la Ligue Europa (saison 2015-2016)

## Bilan sportif

### Palmarès
| Compétitions nationales                              |
| ---------------------------------------------------- |
| - Championnat de Géorgie D2 (1) : - Champion : 2013. |

### Bilan européen
Note : dans les résultats ci-dessous, le score du club est toujours donné en premier.
| Saison    | Compétition  | Tour           | Club        | Domicile | Extérieur | Total |
| --------- | ------------ | -------------- | ----------- | -------- | --------- | ----- |
| 2015-2016 | Ligue Europa | Premier tour Q | FC Botoșani | 1 - 3    | 1 - 1     | 2 - 4 |

Légende
- Victoire ou qualification pour le tour suivant
- Match nul
- Défaite ou élimination de la compétition

## Entraîneurs du club
- Badri Kvaratskhelia (1er octobre 2010 - ?)
- Vladimer Khachidze (15 septembre 2011 - 30 octobre 2013)
- Kakhaber Kacharava (1er novembre 2013 - )